# 列昂尼德·卡拉什尼科夫
列昂尼德·伊万诺维奇·卡拉什尼科夫（羅馬化：Leonid Ivanovich Kalashnikov；1960年8月6日—）是俄罗斯政治人物，第五、六、七和八届国家杜马共产党代表。他是独立国家联合体事务、欧亚一体化和同胞关系委员会主任。
卡拉什尼科夫于2022年因俄乌战争受到美国财政部和英国政府制裁。